# Didjeribone
Een didjeribone is een uitschuifbare didgeridoo gemaakt van kunststof (een speciaal soort pvc). Het is een muziekinstrument, uitgevonden door de Australische didgeridoo speler Charlie McMahon in 1981.
De didjeribone is ontstaan door Charlie McMahons wens om de mogelijkheden van de didgeridoo in muziek uit te breiden. In traditionele Aboriginalmuziek zijn de didgeridoos niet precies gestemd en spelen ze vooral een ritmische basis bij een lied (song). Toen Charlie McMahon begon met zijn band Gondwana, werd de didgeridoo een zo belangrijk element dat een gestemd instrument wel belangrijk werd.
Er zijn verschillende materialen geprobeerd. Metaal bleek ongeschikt omdat het roest door het vocht van de ademhaling. Verder klinkt een metalen didgeridoo te koud. Houten buizen schuiven vaak stroef of komen klem te zitten, als het hout het vocht absorbeert. Plastic had deze problemen niet.
In 1995 is Didjeribone geregistreerd als handelsmerk.